# Philippe Langlois (musicologue)
Pour les articles homonymes, voir Philippe Langlois et Langlois.
 (février 2013).
Philippe Langlois, né en 1970, est un producteur d'émissions radiophoniques, compositeur et designer sonore pour des films. Il est docteur en musicologie, spécialiste des relations entre cinéma et musique électroacoustique.
Avec Frank Smith, il dirige l'Atelier de création radiophonique de France Culture de 2002 à 2011 et fonde en 2008 la collection de livres/CD Zag Zig aux éditions Dis Voir, œuvres de Laurie Anderson, Jonas Mekas, Lee Ranaldo/Sonic Youth et Leah Singer, Ryoji Ikeda, Chloé, Gisèle Vienne Dennis Cooper et Peter Rehberg, Soundwalk Collective, Christian Marclay, Loris Gréaud, Winter Family et Vanessa Place.
A l'École supérieure des beaux-arts du Mans, il a cofondé et coordonné le DNSEP/Master Design sonore où il a enseigné l'histoire et la théorie du sonore et crée la web radio de l'école : radio-on.
En 2017, Il devient directeur de la pédagogie et de l'action culturelle et de la documentation à l'ircam.
Il réalise également des environnements sonores pour des installations plastiques, des expositions, et des lectures, des musiques de films de Frank Smith, Véronique Caye, Manuela Morgaine, Natacha Nisic, Vivianne Perelmuter et Isabelle Ingold, Joanna Grundzinska, David Duponchel.

## Livre
Les Cloches d'Atlantis, musique électroacoustique et cinéma, archéologie et histoire d'un art sonore, éditions mf, 2012, réédité en version corrigée et augmenté en 2022.

## Productions
- Producteur à France Culture de 1999[3] à 2002 de l'émission Tu vois ce que j'entends
- Producteur à France Culture de 2002 à 2011 de l'Atelier de création radiophonique[4]

## Compositions pour l'image récentes
- 2025 : Le film du non lieu, de Frank Smith, 15 min
- 2024 : Ile, film de Véronique Caye, 12 min
- 2023 : Teatro Mundi, film de Véronique Caye, 14 min
- 2021 : Horizons, installation audiovisuelle de Véronique Caye, 60 min
- 2019 : Osoresan / La porte de l'enfer de Natacha Nisic, 16 min
- 2018 : Rather Die Than Die / Plutôt mourir que mourir de Natacha Nisic, Commande du CNAP, coproduction Seconde vague production, Arte, 66 min
- 2017 : Le film de l'Impossible de Frank Smith, Festival Hors Piste, Production Centre Georges Pompidou, 45 min
- 2016 : L'amour fou, film de Véronique Caye, production Victor Vérité, 24 min
- 2016 : Le film des visages de Frank Smith, Festival Hors Piste, production Centre Georges Pompidou, 50 min
- 2015 : Le film des questions de Frank Smith, Festival Hors piste, production Centre Georges Pompidou, 50 min
- 2014 : Foudre de Manuela Morgaine, produit par Mezzanine Film, 230 min.
- 2014 : "F" de Natacha Nisic, installation audiovisuelle, Galerie Nationale du Jeu de Paume, 18 min
- 2014 : Loups Solitaires en mode Passif de Joanna Grudzinska, production Mezzanine films. 30 min, prix de la meilleure musique de films lors de la VIIIe édition de La Cabina, Festival International du Moyen Métrage de Valencia (Esp.) [5]